# Saint-Sébastien (Creuse)
Saint-Sébastien é uma comuna francesa na região administrativa da Nova Aquitânia, no departamento de Creuse. Estende-se por uma área de 24,98 km². Em 2010 a comuna tinha 651 habitantes (densidade: 26,1 hab./km²).